# Moše Ze'ev Feldman
Moše Ze'ev Feldman (hebrejsky: משה זאב פלדמן, žil 14. listopadu 1930 – 9. února 1997) byl izraelský rabín, politik a poslanec Knesetu za stranu Agudat Jisra'el.

## Biografie
Narodil se ve městě Eisenstadt v Rakousku. V roce 1949 přesídlil do Izraele. Vystudoval střední školu v Anglii a četné ješivy, kde získal osvědčení pro výkon funkce rabína.

## Politická dráha
Byl členem předsednictva ústředního výboru Agudat Jisra'el a zasedal i ve vedení světové organizace tohoto hnutí. Předsedal veřejnému výboru za zřízení chasidské komunity v Chacor ha-Glilit. Řídil ješivu Omar Emet v Bnej Brak a spoluřídil ješivu Bejt Jisra'el v Ašdodu. Byl také ředitelem ješivy Aguda v Kfar Saba a ješivy Karlin v Bnej Brak. Stal se předsedou izraelské organizace Agudat Jisra'el.
V izraelském parlamentu zasedl po volbách v roce 1988, do nichž šel za stranu Agudat Jisra'el. Byl členem výboru pro ústavu, právo a spravedlnost a předsedal výboru finančnímu. Zastával i vládní post. V letech 1988–1989 byl náměstkem ministra práce a sociální péče. Ve volbách v roce 1992 mandát poslance neobhájil.